# Condado de Washington (Ohio)
El condado de Washington (en inglés: Washington County) es un condado del estado estadounidense de Ohio. En el censo del año 2010 tenía una población de 61.778 habitantes. Tiene una población estimada, a mediados de 2019, de 59.911 habitantes.
La sede del condado es Marietta.

## Geografía
Según la Oficina del Censo, el condado tiene una superficie total de 1658 km², de los que 1637 km² son tierra y 21 km² son agua.

## Condados adyacentes
- Condado de Noble - norte
- Condado de Monroe - noreste
- Condado de Tyler - este
- Condado de Pleasants - sureste
- Condado de Wood - sur
- Condado de Athens - suroeste
- Condado de Morgan - noroeste

### Espacios protegidos
En este condado se encuentra parte del bosque nacional de Wayne.

## Demografía
Según el censo del 2000 la renta per cápita media de los habitantes del condado era de 34.275 dólares y el ingreso medio de una familia era de 41.605 dólares. En el año 2000 los hombres tenían unos ingresos anuales 32.034 dólares frente a los 21.346 dólares que percibían las mujeres. El ingreso por habitante era de 18.082 dólares y alrededor de un 11,40% de la población estaba bajo el umbral de pobreza nacional.

## Ciudades y pueblos
- Belpre
- Marietta
- Beverly
- Lower Salem
- Lowell
- Macksburg
- Matamoras